# Sona (Prison Break)
| "Sona"             | "Sona"                   |
| ------------------ | ------------------------ |
| Capítulo #         | Temporada 2, Capítulo 22 |
| Guion              | Paul Scheuring           |
| Director           | Kevin Hooks              |
| Emisión en USA     | 2 de abril de 2007       |
| Cronología         |                          |
| Capítulo anterior  | Fin Del Camino           |
| Capítulo siguiente | Orientación              |

"Sona" es el último capítulo de la segunda temporada de la serie de televisión Prison Break. Escrito por Paul Scheuring y dirigido por Kevin Hooks, el episodio fue emitido por primera vez el 2 de abril de 2007, a través de la cadena FOX, en los Estados Unidos.

## Resumen
Michael (Wentworth Miller) está en el muelle, en el yate Christina Rose. Chaco (Jonathan Hernandez), un chico local, le ofrece venderle algunas cosas, pero Michael se niega a comprarle. Alexander Mahone (William Fitchner) está en la ciudad de Panamá y tiene a Lincoln (Dominic Purcell) como rehén. Mahone llama por teléfono satelital a Michael y le promete la vida de su hermano, a cambio del yate y de los 5 millones de Charles Westmoreland.
Mahone llama a Bill Kim (Reggie Lee), quien le dice que tendrá los hermanos pronto y que estará en Panamá cuanto antes.
En los Estados Unidos, en Chicago, Illinois, Paul Kellerman (Paul Adelstein) ha atestiguado en el juzgado a favor de Sara (Sarah Wayne Callies) y revela toda la verdad detrás del asesinato de Terrence Steadman, "La Compañía" y la anterior Presidenta de los Estados Unidos, Caroline Reynolds. Presentando pruebas, Kellerman declara que todo fue una trampa para ejecutar a Lincoln y presionar a Aldo Burrows. El juzgado se pronuncia y retira todos los cargos en contra de Lincoln y Sara, exonerándolos de toda culpa. Kellerman debe pagar sus cuentas en la cárcel. Sara decide irse lo más pronto a Panamá para reencontrarse con Michael.
Sucre (Amaury Nolasco) llama a la Embajada de Estados Unidos preguntando por Bellick (Wade Williams), y le dicen que está encarcelado y que va a ser transferido. Sucre, preocupado, va en busca de Bellick a preguntarle donde se encuentra Maricruz, pero Bellick le dice que se lo dirá solo si lo logra sacar de la cárcel.
Michael y Chaco están en un bote en la ciudad, para ver a un narcotraficante de la zona. Cuando Michael llega al almacén, Mahone llama a la policía, diciendo que "un hombre asiático ha sido asesinado por dos hombres americanos". Ambos discuten por el dinero, y aparece Bill Kim. De pronto Mahone apunta el arma a Kim, pero sus escoltas empiezan a disparar y se produce un tiroteo. En medio de esto, Lincoln consigue liberarse y escapa con Michael. Después de haberle disparado a varios de los hombres de Kim, Mahone también escapa. 
Mientras, en Chicago, Kellerman está siendo transportado a la cárcel. El vehículo tiene una falla y se detienen debajo de un puente. De pronto varios hombres encapuchados emergen y disparan en la parte posterior de la camioneta, al parecer enviados de La Compañía, para asesinar a Kellerman.
Mahone tiene en su poder el Christina Rose, pero es detenido por la policía panameña al encontrar sembrada cocaína en el yate, la droga que le había comprado Michael a los capos en la ciudad, para tenderle una trampa. Lincoln y Michael caminan por el bosque y encuentran a Chaco, que los lleva hasta un pequeño bote en el muelle. Michael se sorprende porque ve que Sara los está esperando dentro del bote. Sara les cuenta a Michael y a Lincoln sobre la exoneración, pero les dice que Michael aún es culpable en los Estados Unidos por ayudar a escapar a otros seis presos, Sara se dirige hacia dentro del bote en busca de unas bebidas. De repente aparece Kim y les dice que la policía está rodeando el área. Michael le ofrece el dinero a cambio de dejarlos ir, pero Kim tira la bolsa con los 5 millones al río. Kim les dice que el solo matará a uno de ellos, apunta el arma a Lincoln, pero Sara asesina a Kim antes.
La policía comienza a llegar al lugar y el trío se divide. Lincoln se oculta por un lado y Michael y Sara corren por otro lado en el bosque, pero sin poder tener otra opción, Michael y Sara entran a una vieja casa abandonada, pero la policía está rodeando la casa. Michael trata de calmar a Sara, con miedo se abrazan y salen. Michael se sacrifica por Sara y le dice a la policía que él es el responsable de la muerte de Kim, tomando a Sara como rehén.
Después en la ciudad, en la comisaría, Lincoln busca a Sara, pero ella se ha ido y desaparece en medio de una multitud de personas. Se hace de noche, y Michael y Mahone son llevados a la cárcel, donde deben cumplir su condena.
En Long Island, Nueva York,  el jefe de "La Compañía" (Leon Russon) es informado de que ya han arrestado a Scofield, y le dicen que Scofield seguro se escapará porque "lo lleva en la sangre". El jefe le dice que eso es "exactamente lo que quiere que haga".
Finalmente, Michael ha llegado a la cárcel, una prisión panameña llamada "Penitenciaría Federal de Sona". Michael camina por uno de los pasillos de la cárcel, Michael observa un montón de delincuentes y transexuales, y se da cuenta de que Bellick que está tirado desnudo y golpeado en el piso de la prisión, al parecer violado. Al final del pasillo Michael sigue caminando, hacia fuera de la prisión, se oyen muchos gritos y al final una luz que ciega mientras la temporada termina.

## Audiencia
El final de la segunda temporada, extrañamente ha tenido una de las audiencias más bajas en la historia de la serie en Estados Unidos. Un promedio de 8.01 millones de televidentes, 2.23 millones menos que el final de la primera temporada que obtuvo un promedio de 10.24 millones.
- Datos: Q898088